# Danny Flores
Daniel „Danny“ Flores (* 11. Juli 1929 in Santa Paula, Kalifornien; † 19. September 2006 in Huntington Beach, Kalifornien), Künstlername Chuck Rio war ein amerikanischer Rock–’n’-Roll-Musiker. Er komponierte und spielte mit dem Saxophon den Nummer-eins-Hit Tequila seiner Band The Champs.

## Leben und Wirken
Danny Flores entstammte der Chicano-Community des Los Angeleser Großraums. Seine musikalischen Vorbilder waren die Saxophonisten Chuck Higgins, Big Jay McNeely und Joe Houston, deren R&B-Stil er aufgriff und mit den Latino-Elementen seines familiären Umfeldes bereicherte. Mit seiner ersten Band, den R-D Ranch Boys, erspielte er sich in den örtlichen Clubs den Spitznamen „The Mexican Hillbilly“. Zudem spielte er Gitarre und Klavier, mit dem er sich auch als Studiomusiker verdingte. So spielte der im November 1957 das Piano auf Dorsey Burnettes Rockabilly-Titel Bertha Lou.
Ebenfalls 1957 gründete er mit dem Gitarristen Dave Burgess, dem Bassisten Cliff Hills und dem Schlagzeuger Gene Alden unter seinem Pseudonym „Chuck Rio“ The Champs. Für die Veröffentlichung der Burgess-Komposition Train to Nowhere auf Single benötigten die Champs eine B-Seite. Die Wahl fiel auf ein Instrumental, für welches sich die Band den Titel Tequila ausdachte. Flores spielte nicht nur das röhrende Saxophon, sondern gab auch die Vokaleinwürfe „Tequila!“. 1958 erreichte die B-Seite die Spitze der amerikanischen Billboard-Charts und wurde Chuck Rios Erkennungsmelodie, die er die nächsten 40 Jahre bei jeder passenden Gelegenheit zum Besten geben sollte. Obwohl den Champs das Schicksal eines One-Hit-Wonders ereilte, galt Chuck Rio aufgrund des Welthits als „Godfather of Latino Rock“. Allerdings konnte Flores nicht den erwarteten Profit aus dem Titel schlagen, da er in den 1960ern seine Autorenrechte verkaufte. Lediglich die Einnahmen aus den Übersee-Lizenzen sorgten für ein Auskommen für ihn und seine Familie. Flores starb 2006 an den Folgen einer Lungenentzündung und hinterließ Frau, sieben Kinder und 15 Enkelkinder.